# Unión de Industrias Militares
La Unión de Industrias Militares (UIM) es el complejo industrial-militar estatal de Cuba. Es la responsable de reparar el armamento y la tecnología de las unidades de tierra, mar y aire de las Fuerzas Armadas Revolucionarias de Cuba, así como de la producción de armamento ligero para la infantería, munición, minas y otros equipos. La UIM también dedica parte de su producción y capacidades a prestar servicio a otros requirimientos de la economía cubana. En 1996, alrededor del 30% de la producción de la UIM era para el sector civil. Hacia 2013, la UIM utilizaba 67 sitios distribuidos por toda Cuba controlando aproximadamente 230 fábricas y empresas.

## Productos
- Mambí AMR
- Fusil de francotirador Alejandro